# 俄羅斯分離主義運動
俄羅斯分離主義運動是指俄羅斯聯邦的部分聯邦主體尋求獨立或自治的運動。歷史上曾有多次構成部分試圖脫離俄羅斯帝國或蘇聯的運動。但在蘇聯解體和克里米亞被併吞後，現代分離主義在俄羅斯成型。當代俄羅斯的分離主義在1990年代至21世紀初達到巔峰。2022年俄羅斯入侵烏克蘭後，這一話題的重要度再次升高。在俄羅斯，宣揚分離主義是非法的。